# (22370) Italocalvino
(22370) Italocalvino est un astéroïde de la ceinture principale.

## Description
(22370) Italocalvino est un astéroïde de la ceinture principale. Il fut découvert le 15 octobre 1993 à Bassano Bresciano par l'observatoire de Bassano Bresciano. Il présente une orbite caractérisée par un demi-grand axe de 3,20 UA, une excentricité de 0,19 et une inclinaison de 2,6° par rapport à l'écliptique.

## Compléments